# Clase Seaside
La clase Seaside es una clase de tres cruceros operados por MSC Cruceros. El primer barco de la clase, el MSC Seaside, entró en servicio en el Mar Caribe en diciembre de 2017. Un cuarto crucero, el MSC Seascape, fue bautizado en Nueva York el 7 de diciembre de 2022 y se encuentra en construcción.

## Unidades
| Año de construcción | Buque        | Tonelaje   | Bandera | Notas                                             | Imagen |
| ------------------- | ------------ | ---------- | ------- | ------------------------------------------------- | ------ |
| 2017                | MSC Seaside  | 153.516 Tn | Malta   | Entró en servicio en diciembre de 2017.           |        |
| 2018                | MSC Seaview  | 153.516 Tn | Malta   | Entró en servicio en junio de 2018.               |        |
| 2021                | MSC Seashore | 170.412 Tn | Malta   | Primer corte de acero el 26 de noviembre de 2018. |        |
| 2022                | MSC Seascape | 170.412 Tn | Malta   | Puesta de quilla el 24 de junio de 2021.          |        |